# Francesco Malcom
Francesco Malcolm Trulli, noto come Francesco Malcom (Bari, 27 novembre 1971), è un attore pornografico italiano.

## Biografia

### Primi anni
È nato a Bari, dove ha frequentato il Liceo Scientifico Statale "Arcangelo Scacchi". Si è poi trasferito con la famiglia a Roma, dove ha compiuto studi di sceneggiatura presso la RAI-Script di Dino Audino Editore e di comunicazione, marketing e pubblicità presso l'Istituto Europeo di Design (IED).. Ha poi traslocato a Firenze, dove ha studiato il restauro di monumenti e opere d'arte presso l'Opificio delle pietre dure.

### Carriera da attore
Dopo essere stato scartato ai provini per una produzione con Milly D'Abbraccio dal regista e produttore Riccardo Schicchi per il suo aspetto troppo efebico, debuttò ufficialmente nel 1993 come attore nel film Incontro a Venezia di Franco Ludovisi.
In seguito al debutto collaborò per alcuni mesi con Eros Cristaldi, fino a quando dopo un incontro decisivo Mario Salieri gli affidò la parte del protagonista nel film Adolescenza perversa, pluripremiato a Barcellona nel 1994. Da allora ha lavorato con moltissimi registi italiani e stranieri come Joe D'Amato, Alex Perry, Luca Damiano, Nic Cramer, Antonio Adamo, Jannik Perrin, John B. Root, Silvio Bandinelli, Max Bellocchio, Nils Molitor, Roy Alexander, Marc Dorcel, che facevano a gara per accaparrarselo, e affiancando in popolarità altrettanto celebri attori come Roberto Malone e Rocco Siffredi. Il fascino del bravo ragazzo dal viso pulito faceva la differenza tra lui e gli altri attori a cavallo tra gli anni '90 a oggi, e gli ha riservato ruoli primari in film girati in giro per il mondo con budget altissimi, ma ha spesso dichiarato che il suo film preferito è il pluricelebrato Penocchio.
Si è ritirato dall'attività di attore nel 2005, e tuttavia non ha abbandonato l'ambiente dell'industria pornografica per cui continua a presenziare a fiere ed eventi, non rinunciando a qualche sporadica "partecipazione speciale" in pellicola, come il cortometraggio Good boys use condoms di Gaspar Noé e Le ramoneur de lilas di Cedric Klapish (Canal +).

### Altre attività
Nel 2002 ha preso parte alla sit-com erotica Sex Comedy, per la pay-TV Stream. Nel 2003 è stato attore e coautore del lungometraggio Elixir, prodotto da Canal +.
Nel 2009 ha recitato un cameo nella fiction Moana nei panni di un pornoattore e ha preso parte alla serie Task-Force, trasmessa dal circuito Cinquestelle. Ha anche partecipato all'horror movie "Morituris" di Raffaele Picchio.
Nel 2010 è comparso nella sit-com CasaMoscia all'interno del telegiornale satirico TG Sex, trasmesso su Televita e su due canali del bouquet Sky. Lo stesso anno ha condotto la trasmissione Malcom XXX sulla web-tv ShooTV.
Nel 2011 Malcom ha preso parte ai film horror Eaters, di Luca Boni e Marco Ristori, Morituris, di Raffaele Picchio, e Bloodline, di Edo Tagliavini. Per quest'ultimo film ha ritirato un premio della critica come "Miglior Attore Non Protagonista" al Tenebria Film Festival di Rionero in Vulture.
Nello stesso periodo ha partecipato al videoclip del brano Harem del cantautore Paolo Zanardi, contenuto nell'album Tutte le feste di domani.
Tra il 2015 e il 2017 ha partecipato ai videoclip delle canzoni Fatti una famiglia e Pompe funebri della band di rock demenziale romana dei Prophilax.

## Premi e riconoscimenti

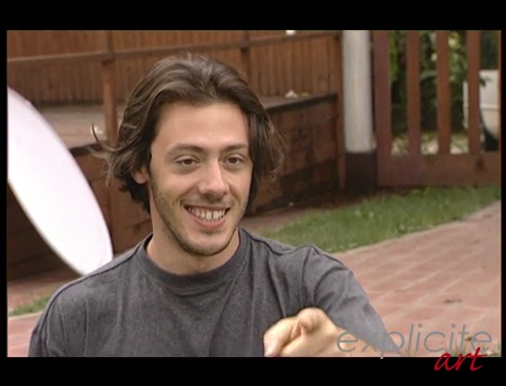
Francesco Malcom in una scena di 24 heures damour

Premi X-rated (lista parziale) dal 92 a oggi:
Miglior attore europeo:
4 Ninfas de oro - BARCELONA
5 Awards - BRUXELLES
2 Awards - MISEX
1 Premio - SALIERI
1 B&B PRODUCTIONS
Premi alla carriera:
-VIDEO IMPULSE 94-97
-DELTA DI VENERE 2007
-ITALIAN PORN AWARD 2015
-ITALIAN PORN AWARD 2017

## Filmografia parziale
- 2011 Morituris: Jaques
- 2011 Eaters: guardia
- 2010 Bloodline: Riccardo
- 2009 Moana: Ron Jeremy nel ruolo di Maradona (1° puntata)
- 2009 L'Honneur des Mariani
- 2009 Task Force (serie TV): medico
- 2008 Ludivine (video): Roberto Falcone
- 2008 Lo Stallone infuriato (video)
- 2008 Le avventure di Monella e la sua famiglia (video)
- 2007 Dolomiti Express (video)
- 2007 Natural Wonders of the World 53 (video)
- 2006 In Scandal (video)
- 2006 Deeper in My Ass 3 (video)
- 2005 Private Tropical 18: Puerto Rican Affairs (video)
- 2005 Private Black Label 37: Private Chateau 2 - A Shady Past (video): servo
- 2005 Non ho l'età? (video)
- 2005 Caos (video)
- 2005 Relazioni perverse nella scuola del peccato
- 2005 Private Tropical 17: Fantasy Lagoon (video): Maurizio
- 2005 The Beauty of the Day (video)
- 2005 My Friends... (video)
- 2005 Robinson Crusoe on Sin Island (video): Lord Chavellir
- 2005 Madame (video)
- 2005 Sex mistere (video)
- 2005 Airlines (video)
- 2005 Sensazioni (video)
- 2005 The Porn Identity (video)
- 2005 The Private Story of Tera Bond (video)
- 2005 Double the Fun: 2 on 1 (video)
- 2005 Whore - Puttana (video)
- 2004 L'eredità di Don Raffè
- 2004 Private Gold 68: Millionaire 2 (video): Francesco Belli
- 2004 Private Tropical 14: Sunset Memories (video)
- 2004 Libertine (video)
- 2004 Italian gigolò (video)
- 2004 Le plaisir à 20 ans (video)
- 2004 Penocchio (video), Penocchio
- 2004 Private Gold 67: Millionaire (video): Francesco Belli
- 2004 Private Tropical 11: Dream Girls in St. Martin (video)
- 2004 Wa(h)re Liebe (serie TV): Französische Lust (2004)
- 2004 Private Tropical 9: Coral Honeymoon (video)
- 2004 Cleopatra II: The Legend of Eros (video): Igor
- 2004 Private Tropical 10: Caribbean Airlines (video)
- 2004 Private Tropical 13: A Hidden Pleasure (video)
- 2004 Belles comme la vie (video)
- 2004 L'immorale (video)
- 2004 Paradise Sex Mykonos
- 2004 Sequestration (video)
- 2004 Superparadise (video)
- 2004 PokerWom (video)
- 2004 Suor ubalda 2 (video)
- 2004 Private Tropical 12: Sin Island (video)
- 2003 Private Gold 62: The House of Games (video)
- 2003 Private Movies 9: All Sex (video)
- 2003 Fashion (video)
- 2003 Private Tropical 6: Tequila Bum Bum (video): Alessandro
- 2003 Inkorrekt(e)s (video)
- 2003 Private Movies 7: Fallen Angel (video): uomo con la maschera #1 (non accreditato)
- 2003 Private Gold 59: Mafia Princess (video)
- 2003 Private Tropical 5: Paradise Island (video)
- 2003 Private Tropical 4: Caribbean Vacation (video)
- 2003 Private X-treme 6: Calling a Gigolo (video)
- 2003 Feticismo 2 (video)
- 2003 Lo strano Natale di Mastrociccio (video)
- 2003 La dolce vita (video)
- 2003 Life (video)
- 2003 Il settimo paradiso (video)
- 2003 Dossier prostituzione (video)
- 2003 La carovana della violenza (video)
- 2003 La gioia del sesso (video)
- 2003 Massaggi particolari (video)
- 2003 Private Gold 58: Calendar Girl (video)
- 2003 La crocerossina (video)
- 2003 The Best by Private 48: Nurses in Heat (video)
- 2003 Filomena Martusano (video)
- 2003 Una vita in vendita (video)
- 2003 Private Tropical 3: Tropical Heat (video): vice ispettore
- 2002 La prima volta (video)
- 2002 Private Tropical 1: The Private Sex Survivors (video)
- 2002 Capodanno in casa Curiello (video)
- 2002 Intime ossessioni (video)
- 2002 Private Movies 5: Pleasure Island (video)
- 2002 Explicite (video)
- 2002 Napoli decadente (video)
- 2002 Miserie e nobiltà (video)
- 2002 Trasgressioni (video)
- 2002 Vi presento mia figlia (video)
- 2002 Il re di Napoli (video): figlio di Max
- 2002 Lola e il professore (video): Satana
- 2002 Faust (video)
- 2002 Private Gold 51: Living in Sin (video)
- 2002 Maruzzella (video, as F.co Malcom)
- 2001 Private Penthouse Movies: Too Many Women for a Man (video)
- 2001 Divina (video)
- 2001 Private Casting X 30: Gabriella Kerez (video)
- 2001 Hellficker (video)
- 2001 Die Kaserne (video)
- 2001 Le segretarie (video)
- 2001 Il mondo perverso delle miss (video)
- 2001 Intrigo a Cortina (video)
- 2001 Babba natale (video)
- 2001 Casinò (video)
- 2001 L'inciucio (video)
- 2001 Analisi sessuale (video)
- 2001 Hannebal (video)
- 2001 Donne allo specchio (video)
- 2001 Vacanze di capodanno (video)
- 2000 Alexia and Co. (video)
- 2000 Marylin (video)
- 2000 À feu et à sexe sur la Riviera (video)
- 2000 Guardare (video)
- 2000 Une nuit au bordel (video)
- 2000 Inferno (video)
- 2000 Napoli (video)
- 2000 Italian Beauty (video)
- 2000 Incesto (video)
- 1999 La paziente insaziabile: Gilberto
- 1999 Pronto soccorso (video)
- 1999 Anaxtasia - La principessa stuprata (video)
- 1999 L'exorcista (video)
- 1999 Danila Visconti (video)
- 1999 Nikita, Sexy Killer (video): Mark
- 1999 Cosce chiuse spalancate (video): Bruno
- 1999 Il mostro dell'autostrada Napoli-Roma (video): Sergio Assumma
- 1999 Gianburrasca 3 (video)
- 1999 Via Montenapoleone hardcore (video): Fabio
- 1998 Le novizie (video)
- 1998 Lili (video). Albert
- 1998 I gonzi - Estate di fuoco (video)
- 1998 Truffa in Riviera (video)
- 1998 Paolina Borghese ninfomane imperiale (video): giovane cocchiere
- 1998 Necrofilia (video)
- 1998 Il confessionale (video)
- 1998 Sacro e profano (video)
- 1998 La famiglia (video)
- 1998 Exhibition 99
- 1998 Racconti dall'oltretomba (video)
- 1998 Fuga dall'Albania (video): Francesco
- 1998 Antonio e Cleopatra (video)
- 1998 La pandilla X: Málaga conexxion (video): José
- 1998 24 heures d'amour (video)
- 1998 Good Boys Use Condoms (cortometraggio)
- 1998 Penelope (video)
- 1998 Foxy Girl (video)
- 1997 I Promessi Sposi (video)
- 1997 Rocco e le storie tese 2 (video)
- 1997 Caligola: Follia del potere (video): Caligola
- 1997 Private Gaia 3: Weekend in Bologna (video)
- 1997 Una stirpe maledetta di Lucrezia Borgia (video)
- 1997 Le stagioni di Bel (video)
- 1997 Rocco e le storie tese (video)
- 1997 S.D.F.
- 1997 L'indécente aux enfers (video)
- 1997 Private Gold 19: Sex Voyage (video)
- 1997 Private Gold 24: Operation Sex Siege (video)
- 1997 Usura (video)
- 1996 Torero (video): apprentice
- 1996 Sex, der Stoff, aus dem Intrigen sind (video)
- 1996 Scandalo al sole (video)
- 1996 I Homo Erectus (video)
- 1996 La moglie schiava (video)
- 1996 Selen video magazine: Violenza paterna (video)
- 1996 Moglie... Amante... Puttana (video)
- 1996 Viaggi di nozze (video)
- 1996 Seducción gitana (video)
- 1996 Stupri Gallery (video): Supratore
- 1996 Le avventure anali di Erika (video)
- 1996 Cuore di pietra (video)
- 1996 The Dream (video)
- 1996 Napoleon (video): ufficiale
- 1996 School Girl (video)
- 1996 Scuola di modelle (video)
- 1996 L'obsession de Laure (video)
- 1996 Private Stories 10: Timber Orgy (video)
- 1996 Sogni di una ragazza di campagna (video)
- 1996 Adolescenza (video): Nino
- 1995 Betty Blue (video): Stefano
- 1995 La mia moglie Gilda (video)
- 1995 La bocca (video)
- 1995 Malizia italiana (video)
- 1995 Sleeping Booty (video)
- 1995 La cugina (La cousine), regia di Joe D'amato
- 1995 La sposa (video)
- 1995 La ragazza del clan (video)
- 1995 Eros e Tanatos (video)
- 1995 Betty Blue 2 (video): Stefano
- 1995 Assassinio sul Danubio (video)
- 1995 La bocca 2 (video)
- 1995 Hot Diamond
- 1995 Don Salvatore - L'ultimo siciliano
- 1995 Le perversioni di Erica (video)
- 1995 C.K.P. (video)
- 1994 Opera quarta (video)
- 1994 Private Film 19: La Dolce Vita Hotel (video)
- 1994 Scuole superiori (video)
- 1993 Adolescenza perversa (video)
- 1993 30 maschi per Sandy
- 1993 La casa (video)
- 1993 L'ambasciatore (video)
- 1992 Incontro a Venezia (35mm)